# قواعد العرض
قواعد العرض هي مجموعة غير رسمية من المعايير الاجتماعية أو الثقافية التي تميز الكيفية التي ينبغي للمرء أن يعبر عن نفسه بها. يمكن وصفها بأنها قواعد محددة ثقافيًا يتعلمها الناس في وقت مبكر من حياتهم من خلال التفاعل والتواصل الاجتماعي مع أشخاص آخرين. يتعلم الناس هذه المعايير التي تحدد متى يعبّر المرء عن مشاعر معينة وأين وإلى أي مدى يعبر عنها في سن مبكرة.
يمكن إيصال المشاعر من خلال التفاعلات غير اللفظية كتعابير الوجه والإيماءات اليدوية ولغة الجسد، ومن خلال التفاعلات اللفظية. يستطيع الأشخاص تضخيم المشاعر في مواقف معينة كالابتسام عندما يتلقون هدية لا تعجبهم أو «يخفون» عواطفهم السلبية بابتسامة مهذبة. يتعلم الناس أيضًا كبح مشاعرهم في بعض المواقف ككبت ضحكتهم مثلًا عندما يسقط شخص ما على الأرض، أو يحيدّون مشاعرهم ولا يعبرون عنها كما لاعبو البوكر. تحدد قواعد العرض كيفية التصرف إضافة إلى مدى التعبير عن المشاعر في أي موقف قد نواجهه. غالبًا ما تستخدم قواعد العرض لمراعاة مشاعر الشخص نفسه أو مشاعر أشخص آخرين.
يعتبر فهم قواعد العرض مَهمة معقدةٌ متعددةُ الأوجه. يفهم كل شخص قواعد العرض وفقًا لطريقة تعبيره ووفقًا للدافع وراء استعمالها.

## العواطف
تعرّف العواطف على أنها استجابات مختصرةٌ محددةٌ متعددةُ الأبعاد للتحديات المهمة أو الفرص المهمة للأهداف الشخصية والاجتماعية. تستمر العواطف لمدة تصل لبضع ثوانٍ أو دقائق، وليس لساعات أو أيام. والعواطف محددة للغاية، ما يشير إلى وجود سبب واضح وراء إحساس الفرد بعواطف معينة. تستخدم العواطف أيضًا لمساعدة الأفراد على تحقيق أهدافهم الاجتماعية. قد يستجيب الأفراد لبعض التحديات أو الفرص خلال التفاعلات الاجتماعية عبر عواطف مختلفة. يمكن للعواطف المختارة أن ترشد سلوكًا محددًا موجهًا يستطيع إما دعم العلاقات الاجتماعية أو إعاقتها.

### مفهوم العاطفة
يمكن تقسيم العواطف إلى مكونات مختلفة. المكون الأول للعاطفة هو مرحلة التقييم. في هذه المرحلة الأولى، يقوم بمعالجة حدث ما وتأثيره على أهدافه الشخصية. حسب النتيجة، يمر الفرد إما بمشاعر إيجابية أو أخرى سلبية. بعد ذلك، سيكون لدينا استجابات فيزيولوجية متميزة مثل احمرار الوجنتين أو زيادة معدل ضربات القلب أو التعرق. المرحلة التالية من العاطفة هي السلوك التعبيري. تتبع التعبيرات الصوتية أو الوجهية حالة عاطفية وتعمل على إيصال ردود الأشخاص أو نواياهم. العنصر التالي هو شعور شخصي. هذه هي الميزة التي تحدد تجربة عواطف معينة من خلال التعبير عنها بالكلمات أو غيرها من الطرق. نصل للعنصر الأخير وهو الميل للتصرّف، ما يشير إلى أن العاطفة ستحفز أو توجه سلوكًا محددًا واستجابات جسدية محددة.

### نظريات العاطفة
يمكن التعبير عن العواطف شفهيًا إضافة لتعابير الوجه والإيماءات. ذكرت فرضية داروين المتعلقة بالعاطفة أن الطريقة التي يُعبر بها عن العواطف عالمية شاملة، وبالتالي فهي منعزلة عن الثقافة ومستقلة عنها. أجرى إيكمان وفرينسن دراسة لاختبار هذه النظرية. شملت الدراسة تقديم العواطف الأساسية الموجودة في العالم الغربي وإدخالها إلى ثقافات مختلفة حول العالم (اليابان والبرازيل والأرجنتين وتشيلي والولايات المتحدة). تمكن جميع من شملتهم الدراسة عبر الثقافات الخمس من تحديد المشاعر بدقة (معدلات النجاح تراوحت بين 70 و90٪)، كما أدخلوا هذه المشاعر المختارة إلى مجتمع منعزل في بابوا نيو غينيا لم يكن على اتصال لا بالعالم الغربي ولا بالعالم الخارجي حتى. كشفت النتائج أن الثقافات الأخرى والمجتمع المنعزل يمكن أن تحدد معنى مختلف تعابير الوجوه بشكل فعال وتطابقها. أصبح هذا دليلًا على أن المشاعر يعبّر عنها بالوجه بنفس الطريقة في جميع أنحاء العالم.

## الثقافة
تُعرَّف الثقافة على أنها «السلوكيات والمعتقدات والمواقف والقيم المتناقلة من جيل إلى جيل عبر اللغة أو عبر وسائل أخرى.» يتلقى الافراد ضمن الثقافات الاختلافات التي تؤثر على إظهار العواطف بحسب مكانة الفرد ودوره وتصرفاته المتنوعة. تقدّر بعض الثقافات بعض العواطف أكثر من غيرها. تقول نظرية التأثير أن العواطف التي تروج للمثل الثقافية الهامة ستصبح محورية في تفاعلاتها الاجتماعية. في أمريكا على سبيل المثال، يقدرون عاطفة الإثارة لأنها تمثل الفكرة الثقافية للاستقلال. في العديد من الثقافات الآسيوية، من غير المناسب مناقشة الشغف الشخصي. تعطي تلك الثقافات قيمة أكبر للمشاعر مثل الهدوء والرضا لأنها تمثل العلاقة المتناغمة المثالية. تؤثر هذه القيم الثقافية المختلفة على سلوكيات الشخص اليومية وقراراته وتعبيره العاطفي.
يتعلم الناس كيف يحيّون بعضهم البعض وكيف يتفاعلون مع الآخرين، وماذا وأين ومتى وكيف تعرض المشاعر من خلال الأشخاص الذين يتفاعلون معهم والمكان الذي نشأوا فيه. يمكن إرجاع كل شيء إلى ثقافة المرء. الإيماءات هي مثال على كيفية تعبير الفرد عن نفسه، لكن هذه الإيماءات تمثل معاني مختلفة حسب الثقافة. على سبيل المثال، يعتبر مد اللسان في كندا علامة على الاشمئزاز أو الرفض، لكن في التيبت يعتبر ذلك بمثابة علامة على الاحترام عند تحية شخص ما. في أمريكا، يعتبر رفع السبابة مع اصبعك الأوسط علامة السلام، في بعض البلدان مثل المملكة المتحدة وأستراليا تعتبر هذه علامة على عدم الاحترام.

## التأثير الاجتماعي

### العائلة والأقران
اقترح إيكمان وفرينسن عام 1975 أن الرموز غير المكتوبة أو «قواعد العرض» تحكم الطريقة التي يمكن بها التعبير عن المشاعر، وأنه قد يتم استيعاب القواعد المختلفة كدور في ثقافة الفرد أو جنسه أو خلفيته العائلية. على سبيل المثال، تتطلب العديد من الثقافات المختلفة إخفاء المشاعر الخاصة والتعبير عن المشاعر الأخرى بشكل كبير. يمكن أن يكون للعواطف آثار كبيرة على تأسيس العلاقات الشخصية.
يرتبط فهم الأطفال واستخدام قواعد العرض بمحيطهم وبكفاءتهم الاجتماعية بشكل كبير. يتم تعلم العديد من قواعد العرض الشخصية في سياق تجربة معينة؛ يتم تبني العديد من السلوكيات التعبيرية والقواعد عبر نسخ أو تبني سلوكيات مماثلة وليس سلوكيات من البيئة الاجتماعية أو العائلية. يؤثر الوالدان وسيطرتهما على قاعدة عرض أطفالهما من خلال استجاباتهم الإيجابية والسلبية. اقترح ماكدويل وبارك عام 2005 أن الآباء الذين يمارسون الكثير من السيطرة على عواطف أو سلوكيات أبنائهم سيحرمونهم من العديد من الفرص للتعلم عن العروض أو التعبيرات المناسبة أو غير المناسبة لعواطفهم. وبالتالي، فإن عدم السماح للأطفال بالتعلم من أخطائهم سيؤدي إلى تقييد قدرتهم على التعبير أو عرض المشاعر بما يتوافق مع المجتمع.

### البيئة المدرسية
تتأثر العواطف والسلوكيات بالبيئة المدرسية أيضًا. خلال سنوات المدرسة، يمكن أن يصبح الطفل أكثر وعيًا بقواعد العرض المقبولة الموجودة في بيئتهم الاجتماعية. يتعلم المزيد والمزيد عن العواطف التي يجب التعبير عنها وتلك التي لا يجب التعبير عنها في مواقف اجتماعية معينة في المدرسة.

### العواطف والعلاقات الاجتماعية
يمكن أن تكون العواطف وسيلة للتواصل مع الآخرين كما يمكنها أن توجه التفاعلات الاجتماعية. يمكن أن تساعد القدرة على التعبير عن المشاعر الأخرى أو فهمها على تشجيع التفاعلات الاجتماعية ويمكنها أن تساعد في تحقيق الأهداف الشخصية. عندما يكون التعبير عن عواطف الشخص أو فهمها أمرًا صعبًا، تتأثر التفاعلات الاجتماعية سلبًا.
يمكن تحديد مفهوم الذكاء العاطفي بأربع مهارات:
1. القدرة على إدراك المشاعر الأخرى بدقة
2. قدرة الفرد على فهم عواطفه.
3. القدرة على استخدام المشاعر الحالية للمساعدة في اتخاذ القرارات.
4. قدرة المرء على إدارة عواطفه لتتناسب بأفضل شكل مع الوضع الحالي.

### الجندر
يلعب الجندر كذلك دورًا في قواعد العرض وكيفية التعبير عن العواطف. الذكور أكثر عرضة من الإناث للكشف عن عواطفهم خلال الأوقات الهشة وأوقات الخوف. من ناحية أخرى، تعرض الإناث عواطفهن بشكل متكرر في ظل العديد من الظروف المتعلقة بالمشاعر الناجمة عن العواطف المختلفة.